# La Romaine
La Romaine è un comune francese del dipartimento dell'Alta Saona nella regione della Borgogna-Franca Contea.
È stato creato il 15 dicembre 2015 dalla fusione dei preesistenti comuni di Greucourt, Le Pont-de-Planches e Vezet.
Il capoluogo è la località di Le Pont-de-Planches.